# Disculella maderensis
Disculella maderensis é uma espécie de gastrópode  da família Hygromiidae.
É endémica da Madeira.